# 東儀兼彦
東儀 兼彦（とうぎ かねひこ、1937年（昭和12年）10月22日 - 2008年（平成20年）3月25日）は、日本の雅楽師、元宮内庁式部職楽部首席楽長。

## 人物
秦河勝を始祖とする楽家・天王寺系東儀家の52代目。多忠麿、芝祐靖らと雅楽の普及に努める。篳篥の名人として名高く、ジョン・ケージの「龍安寺」やカールハインツ・シュトックハウゼンの「リヒト(光)」の演奏に参加した。NHK大河ドラマ「太平記」（1991年）のテーマ曲（三枝成彰作曲）でも篳篥を演奏している。
東京楽所において廃絶曲を復曲し、現代曲、雅楽古典曲のCD、DVD、ビデオディスク等を制作した。また、後進に篳篥の唱歌を残すため、篳篥唱歌全3巻、高麗唱歌のCDを制作。篳篥のリード製作方法を解説した「篳篥蘆舌製作DVD」等がある。
2000年から2003年まで宮内庁式部職楽部首席楽長を務めた。2007年瑞宝双光章受章。